# Flughafen Mandalay-Chanmyathazi

i8
i11
i13
Der Flughafen Mandalay-Chanmyathazi (birmanisch မန္တလေး ချမ်းမြသာစည်လေဆိပ်, IATA-Code: VBC, ICAO-Code: VYCZ) war bis 2000 der Hauptverkehrsflughafen der Stadt Mandalay in Myanmar. Er wurde durch den neuen Flughafen Mandalay ersetzt.

## Geschichte
Im Mai 1942 befand sich der Flughafen unter der Kontrolle der kaiserlichen japanischen Armee. Ab Ende 1942 wurde er von alliierten Bombern angegriffen, und am 21. März 1945 eroberte die 14. britische Armee die Stadt und den Flughafen, nachdem der japanische Widerstand aufgehört hatte.